# Capside

Schema di un cytomegalovirus

In un virus il càpside o capsìde (dal latino capsa, involucro) è la struttura proteica che racchiude l'acido nucleico del virus e lo protegge dall'ambiente esterno. Sulla superficie dei capsidi a simmetria icosaedrica si osservano diverse subunità morfologiche proteiche dette capsomeri. Anche se il termine capside indica solamente il rivestimento proteico del virus, spesso viene utilizzato come sinonimo di nucleocapside, che rappresenta invece il capside e il genoma virale contenuto al suo interno.

## Tipi di capside
Osservati al microscopio elettronico a scansione, la maggior parte dei capsidi appaiono vagamente sferici. In realtà essi presentano una simmetria icosaedrica (ad esempio il virus HIV). Altri capsidi appaiono filamentosi e sono detti a simmetria elicoidale (ad esempio il virus del mosaico del tabacco). Esistono anche diversi capsidi per i quali non è possibile identificare una precisa simmetria (si parla in questo terzo caso di simmetria complessa).

### A simmetria icosaedrica

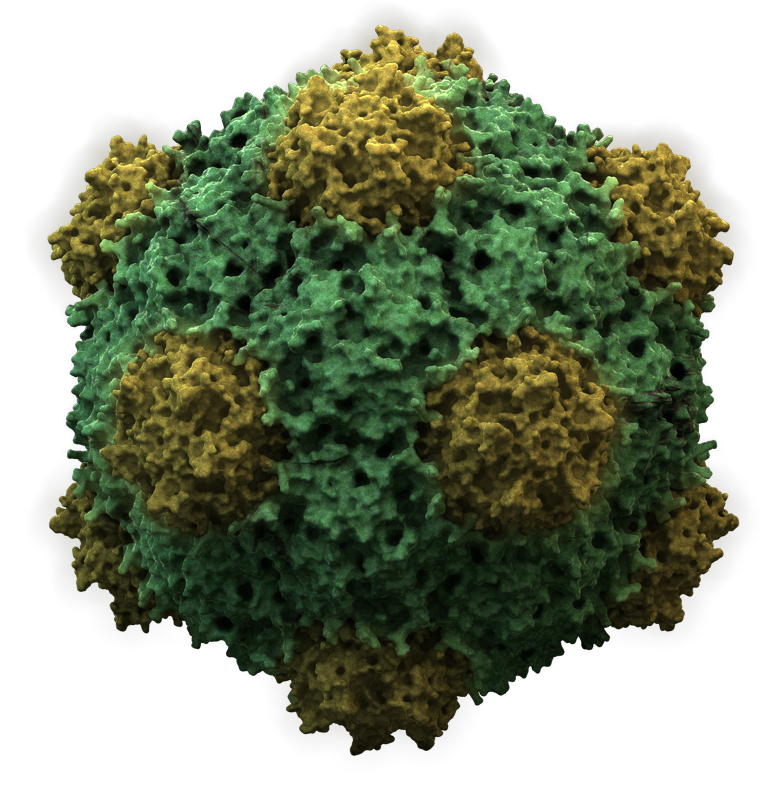
Un virus con capside a simmetria icosaedrica

Il capside assume la forma di un icosaedro regolare (20 facce a triangolo equilatero). Ogni faccia è costituita da proteine sferiche adiacenti, unite in gruppi di 5-6 unità (capsomeri). Il genoma si trova all'interno del capside, unito spesso a proteine particolari che formano la matrice (o proteina m). Materiale proteico (ad esempio enzimi) può essere a volte presente anche nell'interno del capside.

### A simmetria elicoidale

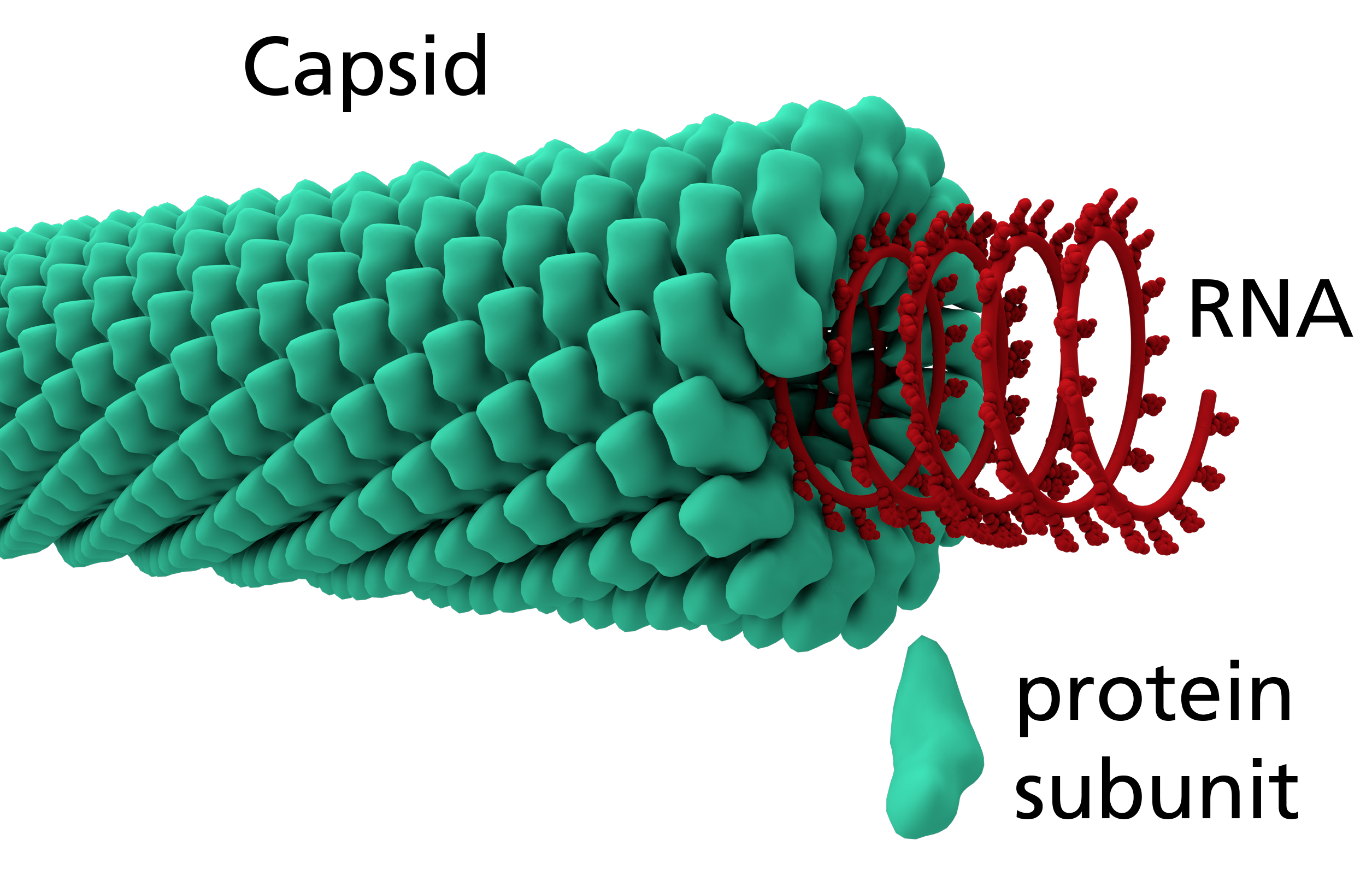
Modello tridimensionale di un virus con capside a simmetria elicoidale, come il virus del mosaico del tabacco

Il capside è costituito da una spirale di proteine che si avvolge in senso antiorario. Il genoma forma una spirale all'interno del capside ed è contenuto in una specie di doccia situata sulla parte superiore della proteina. Al centro del virus è presente un tubicino con enzimi e matrice proteica.

### A simmetria complessa
Il capside non è ben strutturato. Esso può essere o un capside di forma definita, ma né tubulare né icosaedrica, o un capside asimmetrico.